# Curimopsis jordai
Curimopsis jordai is een keversoort uit de familie pilkevers (Byrrhidae). De wetenschappelijke naam van de soort is voor het eerst geldig gepubliceerd in 1910 door Reitter.